# Colata in lingottiera

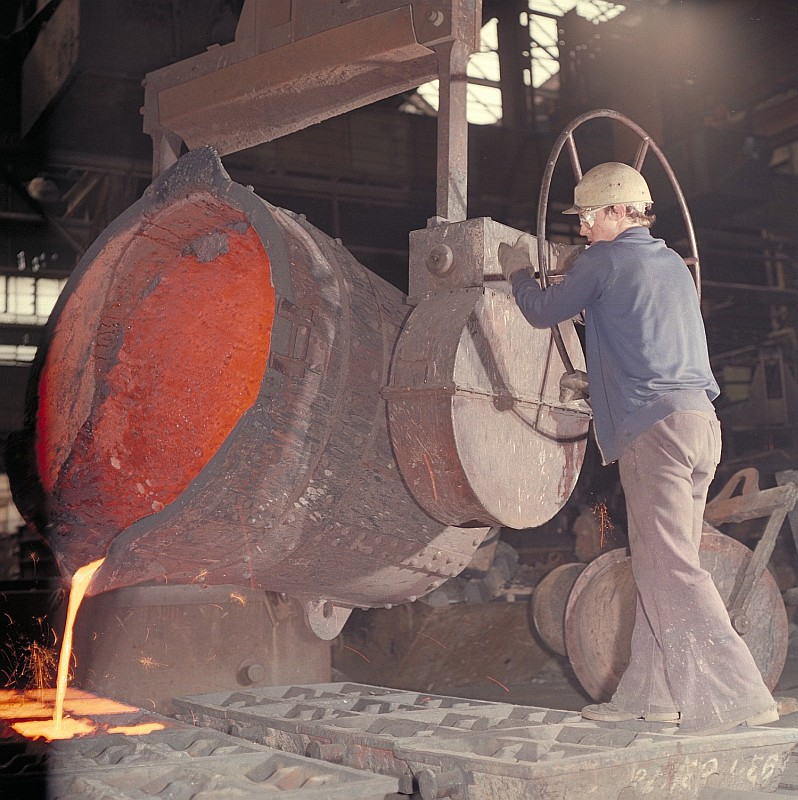
Colata in lingottiera.

La colata in lingottiera è un processo di produzione industriale del tipo fusione.
La forma utilizzata permanente è detta lingottiera o conchiglia, ricavata in ghisa o acciai particolari al Cromo-Tungsteno o al Cromo-Manganese, che alzano la temperatura di fusione.
È sicuramente più costosa dell'analogo a perdere, e la spesa deve necessariamente essere ammortizzata su un numero molto maggiore di pezzi; consente anche di ottenere pezzi più rifiniti.
La progettazione della forma prevede un canale di colata e diversi piccoli canali di sfiato, per eliminare il gas intrappolato nel getto alle alte temperature, causa principale della porosità. Per evitare che il pezzo e la forma si uniscano, può essere utilizzata una speciale vernice isolante.
Dopo la colata del materiale liquido (metallo), immesso per forza gravitazionale o sotto pressione (pressofusione), si lascia raffreddare e solidificare.
Si ottiene infine il semilavorato da destinare ad ulteriori processi di produzione industriale, quali ad esempio la forgiatura o la laminazione, oppure varie lavorazioni ad asportazione di truciolo.